# روبين كوستاس
روبين كوستاس (بالإسبانية: Rubén Armando Costas Aguilera)‏ هو سياسي بوليفي، ولد في 6 أكتوبر 1955 في سانتا كروز دي لا سييرا في بوليفيا.